# Antoine Sémerie
Antoine Sémerie est un homme politique français né le 4 février 1793 à Biot (alors département du Var à cette époque) et décédé le 12 novembre 1837 à Grasse (Alpes-Maritimes).

## Biographie
Procureur du roi à Marseille, puis procureur général en 1836, il est député du Var de 1834 à 1837, siégeant dans la majorité soutenant la Monarchie de Juillet.
Son fils Eugène Sémérie devient médecin et auteur de nombreux livres médicaux. 